# Szentlőrinckáta
Szentlőrinckáta è un comune dell'Ungheria di 1.938 abitanti (dati 2001) situato nella contea di Pest, nell'Ungheria settentrionale.